# 叙圣莱热
叙圣莱热（法語：Sus-Saint-Léger）是法国北部-加来海峡大区加来海峡省的一个市镇，属于阿拉斯区阿韦讷勒孔特县。该市镇2009年时的人口为376人。

## 人口
叙圣莱热人口变化图示
| 数据来源：INSEE |